# Contigliano
Contigliano ist eine Gemeinde in der Provinz Rieti in der italienischen Region Latium mit 3665 Einwohnern (Stand 31. Dezember 2023). Sie liegt 83 km nördlich von Rom und 10 km westlich von Rieti.

## Geographie
Contigliano liegt in den Sabiner Bergen oberhalb des Tals des Velino. Die Altstadt befindet sich auf einem ins Tal vorgeschobenen Hügel. Der größte Teil der modernen Ortschaft liegt zu dessen Füßen im Tal. Es ist Mitglied der Comunità Montana Montepiano Reatino.
Die Ortsteile von Contigliano sind Collebaccaro, Montisola, San Filippo und Terria.
Die Nachbarorte Casperia, Colli sul Velino, Cottanello, Greccio, Montasola und Rieti.

### Verkehr
Contigliano liegt an der Strada Statale SS 79 Ternana, die von Rieti nach Terni führt.
Die Gemeinde hat außerdem einen Bahnhof an der Bahnstrecke Terni–Sulmona.

## Geschichte
Der Ort hat seinen Ursprung in der Antike als Landgut der römischen Familie der Quinctilius. 770 wird ein locus Quintiliani erstmals erwähnt. 1157 ist ein befestigtes Dorf, das Castellum Quintiliani gesichert, das den Ausgang des Tals von Rieti sichert. Im 15. Jahrhundert gelangte der Ort in den Besitz der Familie Sforza, was die Stadt Rieti provozierte, die ihr Territorium nicht mehr unter eigener Kontrolle sah. 1501 gelang es den Soldaten von Rieti unter dem Kommando von Vitelozzo Viteli die Festung einzunehmen. Dieses Ereignis bedeutete einen schweren Rückschlag für Contigliano, das danach nur noch 90 Einwohner zählte. In der Folge teilte es die Geschichte von Rieti und wurde 1860 in den italienischen Nationalstaat eingegliedert.

## Bevölkerungsentwicklung
| Jahr      | 1861 | 1881 | 1901 | 1921 | 1936 | 1951 | 1971 | 1991 | 2001 |
| --------- | ---- | ---- | ---- | ---- | ---- | ---- | ---- | ---- | ---- |
| Einwohner | 2780 | 3360 | 3653 | 3902 | 3666 | 4012 | 2710 | 3142 | 3462 |

Quelle: ISTAT

## Politik
Paolo Lancia (Lista Civica: Con Paolo Lancia Sindaco) wurde am 26. Mai 2019 zum neuen Bürgermeister gewählt.

### Partnergemeinde
- Talarrubias in der Extremadura

## Töchter und Söhne der Gemeinde
- Luigi Solidati-Tiburzi (1825–1889), Mitglied im Abgeordnetenhaus und Senator.
- Sebastiano Bianchetti (* 1996), Leichtathlet